# The Amplification of Self-Gratification
The Amplification of Self-Gratification è il secondo album della band statunitense ASG, pubblicato nel 2003 dalla Volcom Entertainment Records.

## Tracce
1. Painted Hatred – 3:11
2. Southern Lord – 3:28
3. Species American – 4:10
4. Once Again – 3:34
5. Yawn – 2:11
6. Silence to Burn – 3:50
7. One Less Crutch – 4:39
8. Crosses – 4:16
9. The Pilliage and the Plunder – 3:02
10. Cowboys and Indians – 3:17